# Turmix

Logo

Turmix ist eine Schweizer Marke für Haushaltsgeräte. Der bis 2006 in Form einer Aktiengesellschaft mit Sitz in Jona organisierte Hersteller gehört seit 1990 zur Diethelm Keller Brands AG in Zürich. 

## Geschichte
Turmix  wurde als Techag AG 1933 von Traugott Oertli gegründet. Der Name Turmix entstand aus dem französischen Wort «tourner» für drehen und «mixen». Turmix zählt zu den ersten Schweizer Firmen, die sich im Bereich der elektrischen Haushaltsgeräte einen Namen schaffen konnten und auch heute noch zu den Marktführern gehören. 
Nach der Erfindung des Turmix Originals Mixersi 1943 und einer damals neuartigen Saftzentrifuge in den 1950er Jahren, entwickelte Turmix im Jahr 1974 die erste Espressomaschine für den Haushalt sowie 1986 für Nestlé eine Kaffeemaschine für das Kaffeekapselsystem Nespresso. 
Das Produktportfolio umfasst nebst Kaffeemaschinen auch elektrische Küchengeräte wie Handmixer, Standmixer, Standküchenmaschinen, Dampfgarer und Luftbefeuchter.
1990 wurde die Marke von Diethelm & Co erworben. Seit dem 1. April 2006 werden Turmix sowie die beiden Schweizer Marken für den Haushaltbereich KOENIG und ZYLISS unter gemeinsamem Dach und Management als DKB Household AG in Europa geführt.  Gleichzeitig wurde die Turmix AG mit der damaligen Koenig Apparate AG (heute DKB Household Switzerland AG) fusioniert und die Aktiengesellschaft aufgelöst. Seither wird Turmix als eigenständige Marke innerhalb von DKB weitergeführt.